# Ulrich Boelsen
Ulrich Boelsen (* 1900; † 1990) war ein deutscher Zahnarzt und Widerstandskämpfer gegen den Nationalsozialismus. Zusammen mit Hans Hayn und Wilhelm Weinrich war er führender Kopf der Widerstandsgruppe von Neu-Isenburg im Leuschner-Netz.

## Leben
Ulrich Boelsen war Zahnarzt mit eigener Praxis in Neu-Isenburg. 1938 führte er Regie beim Dokumentarfilm Kranke Zähne – kranker Körper, einem elfminütigen Kurz-Dokumentarfilm. Zusammen mit dem Mediziner Hans Hayn und Wilhelm Weinrich baute er in Neu-Isenburg eine Zelle des Leuschner-Netzes auf. Als Verbindungsmann zum übrigen Netz und ins Ausland war Gustav Kettel als Kurier beteiligt. Während des Dritten Reiches entging er einer Denunziation, obwohl Teile seiner Widerstandsgruppe bereits 1941 bei der Gestapo angezeigt wurden. Nach dem gescheiterten Attentat vom 20. Juli 1944 konnte das Netzwerk dennoch weiter agieren. Als die Befreiung durch die Alliierten immer näher rückte, versuchte man die Sprengung der Frankfurter Mainbrücken zu verhindern, indem man Plakate druckte, in denen man Frankfurt zur „offenen Stadt“ erklärte. Dies scheiterte jedoch an Fries’ Versetzung nach Vogelsberg.
Dafür gelang es Boelsen am 26. März 1945 die Zerstörung Neu-Isenburgs zu verhindern. Er überzeugte den Kommandanten der Flakstellung der Wehrmacht, dass sein Bruder, Generalmajor Hans Boelsen, angeordnet habe, die Stadt nicht zu verteidigen. Die Alliierten übergaben Hayn und Boelsen die kommissarische Leitung der Stadtverwaltung. Ulrich Boelsen wurde am 17. April von einem von der amerikanischen Militärverwaltung gebildeten Bürgerausschuss zum ersten Bürgermeister des Ortes nach der nationalsozialistischen Herrschaft gewählt. Er behielt diesen Posten, bis Wilhelm Arnoul am 22. Mai 1945 sein altes Amt wieder übernahm.

## Filmografie
- 1938: Kranke Zähne – kranker Körper (Regie)